# Rhynchomitra recurva
Rhynchomitra recurva är en insektsart som först beskrevs av Metcalf 1923.  Rhynchomitra recurva ingår i släktet Rhynchomitra och familjen Dictyopharidae. Inga underarter finns listade i Catalogue of Life.